# Тодоровский, Християн
Християн «Карпош» Тодоровский (серб. и макед. Христијан Карпош Тодоровски; 3 сентября 1921, Куманово — 7 февраля 1944, Биляча) — югославский македонский ученик, партизан времён Народно-освободительной войны Югославии. Народный герой Югославии.

## Биография
Родился 3 сентября 1921 в Куманово. Носил второе имя Карпош в честь Петра Карпоша, предводителя гайдуков и лидера антитурецкого восстания 1689 года. В юном возрасте был принят в Союз коммунистической молодёжи Югославии. В школе открыто говорил о своих коммунистических убеждениях как одноклассникам, так и учителям. Весной 1940 года был исключён из VII класса гимназии и пожизненно лишён права на получение среднего и высшего образования за свои убеждения.
После Апрельской войны и оккупации страны Христиан ушёл в подполье, занявшись закупкой оружия и подготовкой к восстанию. В октябре 1941 года он вступил в Козякский партизанский отряд — первый партизанский отряд НОАЮ, сформированный в Македонии. Нёс службу в роте на территории Козяка. После разгрома отряда вернулся в Куманово, где работал в подполье, откуда направился в Сербию и был принят в Кукавицкий партизанский отряд, с которым участвовал в битвах при Грделице и Ястребаце. Продолжил службу в Црнотравском отряде, принял с ним участие в сражениях за Момин-Камен и Владичин-Хан. Весной 1943 года снова вернулся в Куманово, возглавив новосозданный отряд. В сельских общинах отряд Християна устраивал поджоги и уничтожал многочисленные архивные хранилища оккупантов.
1 декабря 1943 Карпош возглавил 1-й партизанский батальон имени Орце Николова. 7 февраля 1944 во время боёв с болгарами в селе Биляча погиб. Посмертно награждён Орденом Народного героя (указ АВНОЮ от 25 июля 1945).